# Megalomus atomarius
Megalomus atomarius is een insect uit de familie van de bruine gaasvliegen (Hemerobiidae), die tot de orde netvleugeligen (Neuroptera) behoort. 
Megalomus atomarius is voor het eerst wetenschappelijk beschreven door Navás in 1936.